# Albian Ajeti
Albian Ajeti (* 26. Februar 1997 in Basel) ist ein Schweizer Fussballspieler kosovarischer Abstammung.

## Karriere

### Vereine
Albian und sein Zwillingsbruder Adonis begannen ihre Karriere im Fussball 2005 als Junioren beim FC Basel. Im selben Jahr wechselte auch ihr älterer Bruder Arlind vom FC Concordia Basel zum FC Basel. In den Spielzeiten 2011/12 und 2012/13 spielte Albian in der U-16-Mannschaft, die damals zu den stärksten U-16-Mannschaften Europas zählte, und wurde zweimal Schweizer Meister. Ab der Saison 2012/13 gehörte er mit erst 15 Jahren bereits der U-18-Mannschaft an. Am 30. April 2013 erhielten die Zwillingsbrüder vom FC Basel ihren ersten Profivertrag. Zuvor hatten sie eine Anfrage des spanischen Spitzenklubs FC Barcelona  für dessen U-16-Mannschaft abgelehnt. Ab der Saison 2013/14 stieg Albian in die U-21-Mannschaft des FC Basels auf.

#### FC Basel
Sein Debüt für die erste Mannschaft des FC Basel gab Ajeti im Achtelfinal der Europa League 2013/14 gegen den FC Red Bull Salzburg, wo er in der 90. Minute eingewechselt wurde. In der Schweizer Super League wurde er am 6. April 2014 gegen den FC Thun erstmals eingesetzt, als er in der 86. Minute eingewechselt wurde. In seinem zweiten Meisterschaftsspiel am 18. Mai 2014 gegen den FC Lausanne-Sport erzielte er in der 8. Minute seinen ersten Treffer für den FC Basel.

#### FC Augsburg
Anfang Januar 2016 wechselte Ajeti in die deutsche Bundesliga zum FC Augsburg. Er erhielt einen Vertrag mit einer Laufzeit bis zum 30. Juni 2020. Beim 2:2-Unentschieden gegen den SV Darmstadt 98 am 12. März 2016, dem 26. Spieltag, debütierte Ajeti für Augsburg in der Bundesliga, als er in der 54. Spielminute für Dominik Kohr eingewechselt wurde.

#### FC St. Gallen
Im August 2016 wurde Ajeti für ein Jahr zum Schweizer Erstligisten FC St. Gallen ausgeliehen. Am 29. März 2017 gab der Verein die Verpflichtung bis Sommer 2021 bekannt. Die angenommene Ablösesumme lag bei 1 Mio. Schweizer Franken.

#### FC Basel
Im Oktober 2017 kehrte Ajeti zum FC Basel zurück, wo er sich als Stammspieler im Sturm etablierte. 2019 verliess er den FCB in Richtung England zu West Ham; sein Vertrag wäre noch bis 2022 gelaufen.

#### West Ham United
Im August 2019 wurde Ajeti von West Ham United verpflichtet und erhielt einen Vertrag bis 2023 mit Option auf zwei weitere Jahre.

#### Celtic Glasgow
Im August 2020 wurde Ajeti von Celtic Glasgow für eine Ablösesumme von 4,5 Millionen Pfund verpflichtet und erhielt einen Vertrag bis 2024. Für Celtic kam er zu insgesamt 48 Pflichtspieleinsätzen, in denen er neun Tore erzielte.

#### SK Sturm Graz
Im August 2022 wurde Ajeti nach Österreich an den SK Sturm Graz ausgeliehen. Bis zum Ende der Saison 2022/23 kam er zu 15 Einsätzen in der Bundesliga, in denen er dreimal traf.

#### Gaziantep
Nach seinem Leihende in Graz kehrte Ajeti zur Saison 2023/24 zunächst nach Glasgow zurück, spielte dort aber keine Rolle mehr. Anschliessend verliess er den Verein im September 2023 endgültig und wechselte in die Türkei zum Gaziantep FK.

#### FC Basel
Bereits nach einem halben Jahr verliess er die Türkei wieder und kehrte im Februar 2024 zum FC Basel zurück. Mit dem Verein gewann er 2025 erneut sowohl die Meisterschaft als auch den Schweizer Cup.

### Nationalmannschaften
Ajeti durchlief die Juniorenauswahlmannschaften U-15 und U-16 der Schweiz. Ab Oktober 2012 bis Mai 2014 spielte er für die Schweizer U-17-Nationalmannschaft und schoss in 17 Spielen 7 Tore. Sein Debüt für die Schweizer U-18-Nationalmannschaft gab er am 4. September 2014 im 1:0-Auswärtssieg gegen die schwedische U-18, dabei schoss er den Siegestreffer. Sein Debüt für die U-20 gab er am 31. März 2015 als Einwechselspieler gegen die italienische U-20.
Am 8. September 2018 gab Ajeti beim ersten Gruppenspiel der UEFA Nations League gegen Island sein Debüt für die A-Nationalmannschaft. In der 65. Spielminute wurde er beim Stand von 3:0 für Breel Embolo eingewechselt und erzielte nur sechs Minuten später den Treffer zum 5:0.

## Erfolge
FC Basel
- Schweizer Meister: 2014, 2015, 2025
- Schweizer Cupsieger: 2019, 2025
- Torschützenkönig der Super League: 2018

Celtic Glasgow
- Schottischer Meister: 2022
- Schottischer Cupsieger: 2020
- Schottischer Ligacupsieger: 2022

SK Sturm Graz
- Österreichischer Cupsieger: 2023

## Familie
Albian Ajeti ist ein jüngerer Bruder von Arlind Ajeti und der Zwillingsbruder von Adonis Ajeti, die beide ebenfalls Fussballprofis sind.